# Guerres apaches
Guerres indiennes
Les guerres apaches se déroulèrent au XIXe siècle entre les forces armées des États-Unis et de nombreuses tribus qui se situaient dans ce qui est actuellement le sud-ouest des États-Unis. Les guerres débutèrent en 1851 avec l'arrivée des colons américains, et se terminèrent en 1886, l'année de la reddition de Geronimo. Certains historiens regroupent les Apaches et les Navajos ensemble du fait qu'ils ont des langues (athabascan) et cultures semblables, et malgré leurs désaccords.

## Conflits
- Guerre Jicarilla (1849)
- Guerres chiricahuas
- Guerres texano-indiennes (en)
- Guerre yavapai (en) (1871-1875)
- Guerre de Victorio (1879-1881)
- Guerre de Geronimo
- Guerres apaches d'après 1887 (en)
- Campagne apache de 1896 (en)
- Guerres apaches au Mexique (en) (1600-1915)